# 木造建築物の組立て等作業主任者
木造建築物の組立て等作業主任者（もくぞうけんちくぶつのくみたてとうさぎょうしゅにんしゃ）は、労働安全衛生法に定められた作業主任者(国家資格)のひとつであり、木造建築物の組立て等作業主任者技能講習を修了した者の中から事業者により選任される。
また、主任者となるための技能講習を修了した者すなわち資格取得者のこと、あるいは資格そのものを指すこともある。

## 概要
- 軒の高さが5m以上の木造建築物の構造部分の組立て、屋根下地や外壁下地の取り付けなどにおいて、安全面などの監督・指導にあたる責任者。

## 受講資格
- 木造建築物の構造部材の組立て又はこれに伴う屋根下地若しくは外壁下地の取付け作業（次号において「構造部材の組立て等の作業」という。）に3年以上従事した経験を有する者
- 学校教育法による大学、高等専門学校又は高等学校において土木、建築に関する学科を専攻して卒業した者で、その後2年以上構造部材の組立て等の作業に従事した経験を有するもの
- その他厚生労働大臣が定める者

## 技能講習
- 各都道府県により違う。都道府県労働基準局、労働基準監督署、都道府県労働基準協会に問い合わせ願う。

### 講習科目
1. 木造建築物の構造部材の組立て、屋根下地の取付け等に関する知識
2. 工事用設備、機械、器具、作業環境等に関する知識
3. 作業者に対する教育等に関する知識
4. 関係法令
5. 修了試験